# Stellenbosch FC
Der Stellenbosch Football Club ist ein südafrikanischer Fußballverein, der 2016 mit dem Umzug des Vasco da Gama FC nach Stellenbosch, Westkap, gegründet wurde und als dessen Nachfolger fungiert. Es ist die erste Mannschaft der Premier Soccer League (PSL), die in Stellenbosch beheimatet ist. Der Verein trägt seine Heimspiele im Danie Craven Stadium und im Idas Valley Stadium aus.
Das Wappen des Vereins zeigt eine Weintraube, da Stellenbosch in der Cape Winelands District Municipality angesiedelt ist.

## Geschichte
Der Verein wurde im August 2016 gegründet, als das Exekutivkomitee der Premier Soccer League dem Antrag des Erstligisten Vasco Da Gama auf Namensänderung nach dem Umzug aus Parow zur Stellenbosch Academy of Sport (SAS) in Stellenbosch zustimmte. Das erste Spiel des Stellenbosch FC in der National First Division (zweithöchste Spielklasse) wurde am 28. August 2016 ausgetragen.
Am Ende der First Division-Saison 2018/19 konnte der Stellenbosch FC als Titelträger in die höchste Spielklasse Südafrikas, die South African Premier Division, aufsteigen. Am 25. Oktober 2020 schrieb der Stellenbosch FC Geschichte, als das erste Spiel in der South African Premier Division (gegen Moroka Swallows) im Danie Craven Stadium austrug. Am Ende der ersten Saison in der höchsten Spielklasse konnte der Verein den zehnten Platz unter 16 Teams belegen und damit die Klasse halten.

## Erfolge
- Sieger der National First Division 2018/19
- Pokalsieger Carling Knockout Cup 2023 (gegen TS Galaxy 5:4 nach Elfmeterschießen)